# Biotodoma cupido
Biotodoma cupido è un pesce d'acqua dolce appartenente alla famiglia Cichlidae, sottofamiglia Geophaginae.

## Distribuzione e habitat
Questa specie è diffusa in Sud America, dove vive nel bacino del Rio delle Amazzoni e nell'Essequibo. L'estensione del suo territorio è così vasta da non poter descrivere un unico habitat, è una specie generalista (foreste allagate, fiumi, rapide, acque calme, ecc..).

## Descrizione
B. cupido presenta un corpo compresso ai lati, ovaloide, a punta di lancia. La pinna dorsale è allungata, l'anale a lancia, la pinna caudale a delta. La livrea vede un colore di fondo giallo pallido, il ventre bianco rosato, alcune screziature blu elettrico e verde metallico nel resto del corpo. Una striscia verticale nera attraversa l'occhio e una macchia dello stesso colore è sotto l'estremità della pinna dorsale. Il dimorfismo sessuale non è evidente, se non soltanto in tarda età adulta, quando i maschi presentano pinne dai vertici leggermente più allungati.

È assai simile al congenere Biotodoma wavrini. 
 
Raggiunge una lunghezza massima di 10 cm.

## Riproduzione
La maturità sessuale è raggiunta piuttosto tardi (18-24 mesi di età). Le uova vengono di solito deposte in una buca nel substrato. La femmina le sorveglia ed il maschio sta di guardia a tutto il territorio. Quando le uova si schiudono entrambi i genitori sorvegliano gli avannotti finché non sono autonomi.

## Alimentazione
Ha dieta prevalentemente carnivora.

## Acquariofilia
Ciclide dal comportamento piuttosto pacifico, è allevato in acquario anche grazie alle dimensioni contenute e al bell'aspetto. La riproduzione in acquario non è un fatto scontato.